# Incendiary Blonde
Incendiary Blonde ist eine US-amerikanische musikalische Biografie von George Marshall aus dem Jahr 1945 über die von Betty Hutton verkörperte Unterhaltungskünstlerin Texas Guinan, die in den 1920er-Jahren die Attraktion in ihren Nachtclubs war. Arturo de Córdova ist als Guinans große Liebe Bill Romero Kilgannon besetzt, Charles Ruggles als Cherokee Jim, Barry Fitzgerald als Guinans Vater und Albert Dekker als Gangster Joe Cadden.
Die Handlung basiert lose auf wahren Begebenheiten. Der Titel des Films geht zurück auf im Zweiten Weltkrieg eingesetzte Brandbomben (englisch Incendiary Bomb). Anfangs des Films heißt es: „Dieser Film wurde vom Leben einer der Unsterblichen des Showbusiness inspiriert, Texas Guinan, der Königin der Nachtclubs. Sie schlug am Broadway ein wie eine Rakete, blendete ihn kurz mit ihrer charismatischen Persönlichkeit und starb dann, wie sie es immer vorausgesagt hatte, auf dem Höhepunkt ihrer Karriere.“

## Handlung
Zwei Polizisten auf Pferden machen Halt vor dem Denkmal von Texas Guinan und einer von ihnen erzählt die Geschichte der Frau, die auf dem Höhepunkt ihrer Karriere gestorben ist.
Alles fing damit an, dass Texas von zu Hause weglief, um an einer Wild-West-Show teilzunehmen. Nachdem sie bewiesen hat, dass sie reiten kann, darf sie bleiben. Als sie dann auch noch ein kleines Kind davor bewahrt, unter einen Wagen zu geraten, der während der Show außer Kontrolle geraten ist, verdoppelt Romeo „Bill“ Kilgannon, der Kopf der Truppe, ihr Gehalt.
Als Tim Callahan die Show besucht, ein Pressevertreter, konfrontiert er Texas damit, dass er herausgefunden hat, dass ihre heroische Tat ein inszenierter Akt gewesen sei, bei dem ein Zwerg das angeblich gefährdete Kind gespielt habe. Er verspricht ihr, nichts zu sagen, wenn er einen Job als Pressevertreter der Show bekomme.
Texas, die ihre Familie, die in großer Armut lebt, unterstützt, hat sich in Kilgannon verliebt, während Tim Callahan sich in sie verliebt hat. Sie weiß nicht, dass Bill sich an seine kranke Frau, die in einem Sanatorium lebt, gebunden fühlt. Als offensichtlich ist, dass sich ihre Liebe zu Bill nicht erfüllen wird, heiratet sie Tim, der ihre Karriere nach Kräften vorantreibt und ihr Bühnenauftritte in New York vermittelt. Es scheint so, als erfülle sich zumindest Texas’ Traum von einer Karriere. Ihr Weg vom Varieté führt sie weiter zum Broadway. 
Jims Versuch hingegen, Filmrollen für Texas in Hollywood zu bekommen, läuft nicht gut an. Der Gangster Joe Cadden, ein Bekannter Bills, übernimmt indes die Kontrolle über den Nachtclub des Griechen Nick in New York und baut Texas dort zur Hauptattraktion auf. Ihr Ruhm wächst, bringt aber auch Schattenseiten mit sich. Zwischen Cadden und zwei anderen Gangstern, den Vettori-Brüdern, entwickelt sich eine Fehde, die mit Drohungen gegen Texas und Tim beginnt und am Ende zu Blutvergießen führt. 
Bill rettet Texas das Leben, wird jedoch verhaftet und zu einer Gefängnisstrafe verurteilt. Während dieser Zeit stirbt seine Frau, sodass er nun frei wäre. Texas hat jedoch inzwischen erfahren, dass sie krank ist und in naher Zukunft sterben wird – noch bevor Bill seine Gefängnisstrafe verbüßt haben wird. 

## Produktion

### Dreharbeiten, Stab und Besetzung
Einige der Szenen wurden in Tucson in Arizona gedreht. Die Dreharbeiten umfassten den Zeitraum 1. November 1943 bis Ende Januar 1944.
Ken Englund und James Edward Grant sollen zum Text beigetragen haben. Hans Dreier und William Flannery waren für die künstlerische Gestaltung der Szenenbilder verantwortlich, Stephen Seymour für die Dekoration. Die Kostüme lagen in der Hand von Edith Head, als Maskenbildnerin war Wally Westmore fürs Make-up zuständig. Die Verantwortung für die visuellen Effekte lag bei Farciot Edouart, Gordon Jennings, W. Wallace Kelley und Paul K. Lerpae. 
In einem Artikel der New York Times war zu lesen, dass Texas Guinans Familie Hintergrundinformationen an Paramount Pictures übermittelt habe. Der Produzent Carl Laemmle soll bereits 1939 die Filmrechte an Guinans Leben erworben und erwogen haben, Gene Fowler mit dem Schreiben des Drehbuchs zu beauftragen. Ursprünglich wurde Robert Sisk als Produzent der Paramount-Produktion genannt, er verließ das Studio jedoch bereits 1942. Alan Ladd, der eigentlich für die Rolle des Kilgannon vorgesehen war, wurde einberufen, woraufhin Humphrey Bogart von Paramount getestet wurde, letztendlich aber Brian Donlevy die Hauptrolle spielen sollte. Dieser lehnte jedoch ab und auch Charles Quigley überstand das Casting nicht. Gegen die Besetzung des mexikanischen Schauspielers Arturo de Córdova sollen Kritiker und auch ein Teil des Publikums aus dem Süden protestiert haben, da William Kilgannon tatsächlich Ire und nicht ein Mexikaner mit irischen Wurzeln gewesen sein soll, wie im Film dargestellt.
Die New Yorker Tänzer Johnny Coy, Frederick Nay und John Deauville wurden für spezielle Tanzszenen engagiert. Für den Jazzpianisten Maurice Rocco war der Film sein Debüt. Für Bud Jamison, der den Barchef spielte, war dies sein letzter Film, er starb überraschend im September 1944.

### Songs im Film
– gesungen von Betty Hutton, wenn nicht anders angegeben –
- Row, Row, Row, Musik: James V. Monaco, Text: William Jerome
- It Had to Be You, Musik: Isham Jones, Text: Gus Kahn
- Ragtime Cowboy Joe, Musik: Lewis F. Muir und Maurice Abrahams, Text: Grant Clarke
- What Do You Want to Make Those Eyes at Me For?, Musik und Text Howard Johnson und Joseph McCarthy, Howard Johnson und James V. Monaco
- Oh! By Jingo! (Oh By Gee, You’re the Only Girl For Me, 1919), Musik: Albert Von Tilzer, Text: Lew Brown
- The Darktown Strutters’ Ball (1917), Musik und Text: Shelton Brooks, Vortrag: Maurice Rocco
- Ida! Sweet as Apple Cider, Musik: Eddie Munson, Text: Eddie Leonard, gesungen von Jane Jones im Nachtclub
- Camptown Races auch Gwine to Rune All Night (1850) von Stephen Foster
- Sweet Genevieve, Musik: Henry Tucker, Text: George Cooper, gesungen von Barry Fitzgerald, Fred Kelsey, Francis Ford, Erville Alderson und Pat West
- Oh! You Beautiful Doll (1911), Musik: Nat Ayer, Text: A. Seymour Brown, gespielt in der Show, in der Texas Guinan ein Chormädchen ist
- Frühlingslied (Spring Song) von Felix Mendelssohn Bartholdy
- Runnin’ Wild (1922), Musik: Arthur Harrington Gibbs, Text: Joe Grey und Leo Wood gespielt im Hintergrund bei der Party für Louella Parsons
- Margie (1920), Musik: Con Conrad  und J. Russel Robinson, Text: Benny Davis, gespielt im Hintergrund auf der Party für Louella Parsons
- Put Your Arms Around Me, Honey (I Never Knew Any Girl Like You, 1910), Musik: Albert Von Tilzer, Text: Junie McCree, gespielt im Hintergrund
- Nursery Rhyme Medley, traditionelle Kinderlieder, darunter
The Farmer in the Dell, Ring Around Rosie, London Bridge is Falling Down, The Mulberry Bush (Here We go ’Round …, deutsch: Unterm Holderbusch),
gesungen und getanzt von den Chormädchen und Gästen

### Veröffentlichung
Die Premiere des Films erfolgt am 25. Juli 1945 in New York, bevor er am 31. August 1945 dann allgemein in den Kinos der Vereinigten Staaten anlief. Im Vereinigten Königreich wurde er im September 1945 veröffentlicht, in Schweden und Portugal im Jahr 1946. In Finnland und Frankreich lief der Film 1947 an, in Mexiko und im belgischen Brüssel 1948, 1950 war er erstmals in Dänemark zu sehen und 1954 im spanischen Barcelona.
Veröffentlicht wurde er zudem in Brasilien, Griechenland, Italien und Portugal. In Deutschland wurde er nicht veröffentlicht.
Die Arbeitstitel des Films lauteten: The Smoothest Gal in Town, The Life of Texas Guinan und Texas Guinan.

## Rezeption

### Kritik
In der New York Times war seinerzeit zu lesen, dass die lustvolle Ära des Alkoholverbots in New York, wo sich Texas Guinan zehn Jahre lang als Königin des Nachtclubs präsentiert habe, in Incendiary Blonde mehr mit einer sehr einfallsreichen als historischen Eleganz aufwarte. Die Biografie der blonden Bombe aus dem Lone Star State erzähle eine Geschichte von Herzschmerz und Erfolg, die die meisten Kinobesucher voraussichtlich als zweigeteilte Geschichte wahrnehmen werden. Trotzdem biete der Film für fast zwei Stunden eine spritzige und unterhaltsame Show. Es gebe sicher hunderte von Kinobesuchern, die mit dem Namen der Entertainerin nur wenig vertraut seien und schon gar nicht mit deren Persönlichkeit. Offensichtlich seien das die Besucher, die Paramount mit dieser dünnen Biografie zielgerichtet unterhalten wolle, und sie würden nicht enttäuscht sein. Denn Incendiary Blonde sei ein großer, knalliger Spritzer Technicolor, der 1909 mit einem rasanten Rodeo beginne, als ‚Tex a Bronco‘ zum Star einer Show avanciere. Mehr als die Hälfte des Films widme sich der Entwicklung von Miss Guinan als Entertainerin, die es von einem Chormädchen bis zur Darstellerin von Broadway-Shows und dann als Heldin von Stummfilmen schaffe. Ihre Begegnungen mit Schmugglern und den Jungs mit den starken Armen seien von erzählender Kraft geprägt. Musikalisch sei der Film ebenso melodisch wie farbenfroh. Miss Hutton singe und vermittle die Songs gut. Auch hier wurde Arturo de Córdova verrissen, er sei so ausdrucksstark wie eine Mumie in seiner Rolle des scheinbar apokryphen Liebhabers und Geschäftspartners, der Texas viel Kummer bereite.
Der Kritiker Hal Erickson schrieb bei AllMovie, Incendiary Blonde sei eine höchst unterhaltsame, wenn auch historisch eher nicht verbürgte Biografie der Königin der Nachtclubs, Texas Guinan. Natürlich habe Hauptdarstellerin Betty Hutton mehrere Möglichkeiten zu singen und zu tanzen, was sie mit der bei ihr üblichen ungezügelten Begeisterung auch tue.
Auf derselben Seite führte Craig Butler aus, dass die im Film gezeigten Speakeasies weitaus glamouröser seien, als selbst der beste Club je gewesen sei. Hutton sei hier etwas zurückhaltender und erhalte die Chance, anständige Schauspielkunst zu zeigen, sodass selbst ihre Kritiker Geschmack an ihr und dem Film finden könnten. Was auch immer man von der Schauspielerin halte, es habe nur wenige Künstler in dieser Zeit gegeben, die dieses besondere Stück hätten tragen können. Der Überschwang und die Vitalität, die das Markenzeichen der Schauspielerin seien, würden gut zum Charakter von Texas Guinan passen. Regisseur George Marshall führe seine Hauptdarstellerin sicher durch die vielen Höhen und Tiefen des Privatlebens und der Karriere des Charakters. Barry Fitzgerald sei in seiner Rolle als Guinans Vater unterstützend und liebenswert. Charlie Ruggles sei gut, wenn auch ein wenig in sich gekehrt, Arturo de Córdova hingegen sei bedauerlicherweise nichtssagend. Der Film habe zwar Mängel, diese verhinderten aber nicht, dass hier ein großes Stück farbenfrohe, aufregende Unterhaltung geboten werde.
Der Movie & Video Guide befand: „Hollywoodeske Biografie der Nachtclubkönigin der 1920er-Jahre, Texas Guinan, ist allenthalben Betty Hutton. Jede Menge Lieder aus alten Zeiten.“
Halliwell’s Film Guide sah in der Produktion eine „weichgespülte Filmbiografie mit Kanonen, Mädchen und Gangstern ebenso wie mit Liedern.“
Der Daily Herald fand 1945, bei dem Streifen handele es sich um eine „gewöhnliche Synthese aus Farbe, Lied und Tanz, besprenkelt mit Gelächter“, während Richard Mallett im Satiremagazin Punch konstatierte, der Film „laufe seinen lärmenden aber edelgesinnten Kurs durch dampfende Gefühle, schmerzhaftem Missverständnis und dramatischer Selbstaufopferung“. Dann stellte Mallett die finale Frage: „Haben wir jemals Gangster in Technicolor gesehen?“

### Auszeichnung
Oscarverleihung 1946: 
- Nominierung für Robert Emmett Dolan in der Kategorie „Beste Filmmusik“. Der Oscar ging jedoch an George E. Stoll und die Filmkomödie Urlaub in Hollywood.

### Kurzbiografie Texas Guinan
Texas Guinan wurde 1884 als Mary Louise Cecilia Guinan in Waco in Texas als Tochter irischer Einwanderer geboren. Ihr Wunsch, Entertainerin zu werden, kam schon früh auf. Ihre Karriere nahm ihren Anfang in Wild-West-Shows, sie arbeitete sich bis zum Broadway hoch, sang und tanzte und startete dann eine Karriere im Filmgeschäft. Nachdem sie in zahlreichen Produktionen aufgetreten war, gründete sie schließlich ihre eigene Firma Texas Guinan Productions. Während der Prohibitionszeit war sie als Gastgeberin von privaten New Yorker „Speakeasies-Clubs“ ein Begriff. Ihre Begrüßung „Hello Sucker“, zu Kunden, die den Club betraten, wurde zum Schlagwort der 1920er-Jahre. Die Clubs wurden sowohl von den Reichen und Berühmten als auch von aufstrebenden Talenten besucht. Eine Verhaftung und Anklage gegen Guinan durch die Strafverfolgungsbehörde endete mit einem Freispruch.
Unter dem Namen Marie Guinan heiratete sie 1904 den Zeitungscartoonisten John Moynahan. Die Ehe wurde alsbald wieder geschieden. Jahrelang behauptete Guinan, sie sei auf den Namen Texas getauft worden und erzählte auch sonst einiges, was nicht den Tatsachen entsprach. Als sie sich während der Weltausstellung in Chicago im Congress-Hotel aufhielt, steckte sie sich mit der Infektionskrankheit Amöbenruhr an. Die Epidemie in der Stadt wurde auf verunreinigtes Wasser zurückgeführt. Als sie am 5. November 1933 starb, war sie 49 Jahre alt. Einen Monat später wurde das Alkoholverbot aufgehoben. An Guinans Beerdigung nahmen circa 7.500 Menschen teil. Einer ihrer Sargträger war der Bandleader Paul Whiteman, ein weiterer der Sportjournalist und Kritiker Heywood Broun.